# Glycydendron
Glycydendron är ett släkte av törelväxter. Glycydendron ingår i familjen törelväxter.
Kladogram enligt Catalogue of Life:
| Glycydendron | \| \| Glycydendron amazonicum \| \| \| \| \| \| Glycydendron espiritosantense \| \| \| \| |
|              | \| \| Glycydendron amazonicum \| \| \| \| \| \| Glycydendron espiritosantense \| \| \| \| |
|              | Glycydendron amazonicum                                                                   |
|              |                                                                                           |
|              | Glycydendron espiritosantense                                                             |
|              |                                                                                           |